# Møkstrafjorden
Le Møkstrafjorden est un fjord de la municipalité d'Austevoll dans le Vestland. Il possède une entrée entre les îles de Horgo et de Møkster, d'où son nom, et s'étend sur environ 12 kilomètres au sud-est, du côté ouest de Huftarøy et du côté nord de Selbjørn. Au sud, le Skoltafjorden entre par l'ouest.
Entre Huftarøy et Selbjørn se trouve Bekkjarviksundet, qui est traversé par un pont d'environ 400 mètres de long. Au sud du détroit se trouve le Selbjørnsfjorden (no). Lunnøy est située juste au nord de Selbjørn et le Horgefjorden se trouve au nord du Møkstrafjorden.